# Alchemilla grossidens
Alchemilla grossidens é uma espécie de rosácea do gênero Alchemilla, pertencente à família Rosaceae.